# Краснослободское сельское поселение (Орловская область)
Краснослободское се́льское поселе́ние — муниципальное образование в Глазуновском районе Орловской области Российской Федерации.
Административный центр — село Красная Слободка.

## История
Статус и границы сельского поселения установлены Законом Орловской области от 25 октября 2004 года № 431-ОЗ «О статусе, границах и административных центрах муниципальных образований на территории Глазуновского района Орловской области».

## Население
| 2010  | 2012  | 2013  | 2014  | 2015  | 2016  | 2017  |
| ----- | ----- | ----- | ----- | ----- | ----- | ----- |
| 1260  | ↘1244 | ↘1232 | ↘1228 | ↘1225 | ↘1203 | ↘1157 |
| 2018  | 2019  | 2020  | 2021  | 2023  |       |       |
| ↘1140 | ↗1143 | ↗1147 | ↘879  | ↗893  |       |       |

## Состав сельского поселения
| № | Населённый пункт   | Тип населённого пункта       | Население |
| - | ------------------ | ---------------------------- | --------- |
| 1 | Красная Слободка   | село, административный центр | ↘412      |
| 2 | Культурная Посадка | посёлок                      | ↘222      |
| 3 | Панская            | деревня                      | ↘98       |
| 4 | Сабурово           | село                         | 17        |
| 5 | Техникумовский     | посёлок                      | 445       |
| 6 | Трубицино          | деревня                      | 27        |
| 7 | Ясная Поляна       | посёлок                      | 39        |